# 廣瀬絵理
廣瀬 絵理（ひろせ えり、1976年12月5日 - ）は、元福井テレビ (FTB) のアナウンサー。

## 来歴
福井県福井市出身。
大学を卒業後、1998年に福井テレビに入社。ニュースの取材やリポートで経験を積んだ後、2000年に『福井テレビスーパーニュースワイド おかえりなさ〜い』の中継リポーターとなる。そして2002年に同番組のスタジオ担当キャスターに抜擢された。
その後結婚を控え、2004年7月31日付で福井テレビを退社。『おかえりなさ〜い』も同年7月2日放送分をもって降板した。